# Buciumeni, Galați
Buciumeni là một xã thuộc hạt Galați, România. Dân số thời điểm năm 2002 là 2688 người.